# 開心農場
《開心農場》是五分鐘開發的一款虛擬農場社交遊戲，遊戲於2008年11月在校内網（现人人网）上推出，之後先後登陸Facebook、开心网、QQ空間等社交平台。2013年五分鐘倒閉後，遊戲改由各平台自建團隊營運，同年開始逐一停運。遊戲在推出初期是各大社交平台的熱門遊戲，吸引了不少開發商推出類似的作品。

## 遊戲系統
《開心農場》採用模擬經營遊戲的玩法，玩家扮演農場主，通過播種、澆水、收穫、買賣收成等操作獲得經驗值和金錢。玩家可以邀請社交平台上的好友加入遊戲，到好友農場互動，如幫助好友除草捉蟲，這些行為也獲得經驗值。此外，玩家可以偷取好友農場的作物。

## 開發及發行
五分鐘自2008年6月開始開發社交遊戲，《開心農場》是五分鐘開發的第四款社交遊戲。由於前三款遊戲商業表現不佳，五分鐘決定停止所有開發專案，用兩個月時間思考怎樣做社交遊戲。2008年10月團隊在討論新遊戲主題時，五分鐘創始人郜韶飛從《牧場物語》獲得靈感，確立新專案題材為「農場」，吸取過去失敗的教訓，遊戲玩法特意設計為「無須時時在線」。遊戲開發團隊有10多人，耗時三週完成遊戲開發。同年11月初，遊戲在山寨開心網上線，一週後進入校內網最受歡迎插件前十，遊戲上線初期的用戶增長率遠超開發團體預期，為了防止伺服器過載，還特意控制用戶數量增長一段時間。2008年12月16日遊戲發佈新版本，同時遊戲的每日活躍用戶數也超過十萬人，新版本也推出收費的聖誕題材道具，確立了遊戲之後的主要盈利模式。2009年春節期間，遊戲的每日活躍用戶數突破百萬人。五分鐘拒絕了校內網的獨佔營運建議，2009年起遊戲先後登陸不同社交平台，2月上線漫游平台，3月上線51网，4月在QQ平台上線，在Facebook則以Happy Farm之名上線，12月9日在台灣Facebook上線繁體中文版。五分鐘根據各平台政策採用不同的合作模式，如人人網採用分成模式，收費虛擬道具的收益六四分賬；Facebook採用全開放政策，五分鐘可以獲得全部收益，也更方便對遊戲除錯；騰訊是一次性買斷遊戲在QQ平台使用權，並在2009年8月將遊戲改名為《QQ農場》，重寫了遊戲全部代碼。
2010年2月3日改進版的《開心農場2》首先在Facebook推出，續作以「愛菜」替代前作的「偷菜」玩法，同時根據玩家之間「好友度」高低推出不同玩法，在玩法完善後登陸開心網等中國大陸社交平台，遊戲在開心網獲得四五十萬每日活躍用戶。後來考慮到當時市面上已經有大量同類農場遊戲，五分鐘最終放棄了《開心農場2》的後續更新。
隨著2013年1月五分鐘結業，遊戲在各平台相繼下架，人人網在2013年8月20日關閉農遊戲伺服器，台灣Facebook則在2017年9月25日停止該遊戲服務。

## 反響及評價
《開心農場》掀起了農場題材社交遊戲的熱潮，遊戲玩家以青少年及年輕白領為主。到2009年末，遊戲在中國大陸每日活躍用戶數達到2300萬，不少開發商推出類似的作品，如《開心農民》《FarmVille》《陽光農場》等，這些同類產品在俄羅斯、巴西、台灣、德國、土耳其、日本等地也吸引了上百萬的玩家。一些公司如富邦人壽甚至出通告，禁止員工在工作期間玩該遊戲，時任台灣行政院長吳敦義也公開呼籲公務員不要沉迷該遊戲，遊戲的偷菜玩法也引起中國大陸的相關道德討論。Wang Huang在《亞洲教育雜誌》摘文指出遊戲在全球的流行，是全球化和新興媒體發展的一個縮影，有助於各民族各文化之間的交流。
遊戲的行銷方式獲得遊戲業界正面的評價，遊戲基地採訪主編林志駿認為遊戲在Facebook這一類社交平台發佈是流行的關鍵，如果推出單機版反而不會成功，遊戲讓Facebook上好友之間頻繁互動，以病毒式擴大玩家群體是「它成功的地方」。智冠科技董事長王俊博也肯定「他們的行銷方式是最大的成功關鍵」，並表示這種行銷方式吸引了傳統遊戲公司吸引不到的群體。社交網路服務應用開發者李大维稱《開心農場》的流行，代表小量資金加上創意就能獲得成功，給業界提供了一個可行的開發模式。
遵义医学院的江秋霞在《現代交際》發文以心理需求這個角度分析遊戲的流行，她認為遊戲迎合了當代青年的「自我實現的需要」、「逃避現實的需要」、「填補精神空虛的需要」和「心理宣洩的需求」。蘭州大學新聞與傳播學院的图古丽·斯依提指出現代都市人與人交流減少，遊戲的流行代表人想在虛擬世界中滿足人際互動的需求。

## 備註
1. ↑  校內網母公司為了對抗競爭對手開心網而成立的同名網站。